# Seven Days War
Seven Days War (ぼくらの七日間戦争?, Bokura no nanoka-kan sensō) è un film d'animazione giapponese del 2019, diretto da Yūta Murano, tratto dall'omonimo romanzo di Osamu Sōda.

## Trama
Mamoru è innamorato della sua vicina, Aya, da quando era bambino. Venendo a sapere che la ragazza si trasferirà, propone di scappare una settimana prima che compia 17 anni. Con gli amici vanno in campeggio in una fabbrica abbandonata. Scopre lì un giovane rifugiato thailandese che fugge dalla polizia, e decide di aiutarlo. Mamoru, insieme ai suoi amici, architetta vari piani per sfuggire alla polizia e al padre di Aya, che cerca di recuperare la figlia in tempo per la partenza...

## Distribuzione
Il film fu distribuito in Giappone il 13 dicembre 2019.
In Italia la pellicola, i cui diritti sono stati acquistati da Dynit, doveva essere distribuita al cinema tramite Nexo Digital il 30 giugno e il 1º luglio 2020, ma a seguito della chiusura delle sale cinematografiche dovuta alla pandemia di COVID-19 fu pubblicata in streaming su Prime Video il 24 dicembre 2020.

## Riconoscimenti
- 2020 - Festival International du Film d'Animation d'Annecy
  - in competizione per il Cristal du Long Métrage